# François-Joseph de La Rochefoucauld-Bayers

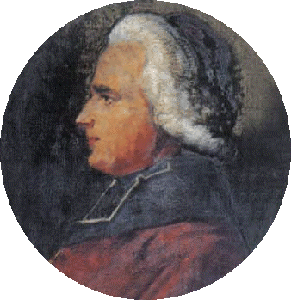
François-Joseph de La Rochefoucauld-Bayers.

François-Joseph de La Rochefoucauld-Bayers (Angoulême, 28 februari 1736 - Parijs, 2 september 1792) was van 1772 tot 1791 bisschop van Beauvais. Hij wordt door de rooms-katholieke kerk vereerd als zalige.

## Levensloop
François-Joseph de La Rochefoucauld-Bayers was een zoon van Jean-Charles François de La Rochefoucauld-Bayers, heer van Maumont, uit diens huwelijk met Marie-Marguerite des Escault. Hij stamde uit een zijtak van het huis de La Rochefoucauld.
Hij studeerde theologie aan het Seminarie van Saint-Sulpice in Parijs en werd in 1759 prior in Lanville, in het bisdom Angoulême, en later aartsdiaken in Vexin, in het aartsbisdom Rouen. Na de abdicatie van Étienne-René Potier de Gesvres werd hij op 22 juli 1772 tot bisschop van Beauvais gewijd.
Op 13 maart 1789 werd hij, voor de meierij Clermont-en-Beauvaisis, volksvertegenwoordiger van de clerus in de Staten-Generaal. De La Rochefoucauld stond bekend als een verdediger van zijn stand en trouwe aanhanger van het Ancien régime. In 1791 weigerde hij de Constitution civilé du clergé af te leggen, waardoor hij zijn functie van bisschop van Beauvais verloor.
Nadat François Chabot hem er in de Wetgevende Vergadering van had beschuldigd deel uit te maken van een antirevolutionair comité, kon zijn veiligheid niet meer gegarandeerd worden. Samen met zijn broer Pierre-Louis de La Rochefoucauld-Boyers dook hij onder bij hun zus, die abdis van het Notre-Dameklooster in Soissons was. Ze werden echter ontdekt, opgepakt en opgesloten in de Prison des Carmes, waar de broers op 2 september 1792 het slachtoffer werden van de Septembermoorden.
In 1926 werden François-Joseph de La Rochefoucauld-Bayers en de andere geestelijken die tijdens de Septembermoorden gedood werden (de zogenaamde Septembermartelaren) zalig verklaard door de rooms-katholieke kerk.
- Bibliothèque nationale de France: cb14954834s (data)
- International Standard Name Identifier: 0000 0003 8974 6556
- Système universitaire de documentation: 160837421
- Virtual International Authority File: 283221051